# B-VM i håndbold 1989 (kvinder)
B-Verdensmesterskabet i håndbold for kvinder 1989 var det sjette B-VM i håndbold for kvinder, og turneringen blev afviklet i Danmark i perioden 1. – 10. december 1989. Turneringen fungerede som kvalifikation til A-VM 1990, og de seksten deltagende hold spillede om ni ledige pladser ved A-VM. Endvidere spillede de europæiske hold om at undgå fire nedrykningspladser til C-VM 1991, hvor de imidlertid havde mulighed for kvalificere sig til næste B-VM i 1992.
Mesterskabet blev vundet af Vesttyskland, som gik ubesejret gennem turneringen, og som i finalen besejrede Sverige med 20-18. Sejren var Vesttysklands første B-VM-titel.
Danmark endte på 7.-pladsen, og danskerne sikrede sig dermed adgang til det efterfølgende A-VM (for første gang siden 1975) sammen med Vesttyskland, Sverige, Østtyskland, Rumænien, Østrig, Polen, Bulgarien og Frankrig, mens Tjekkoslovakiet, Holland, Ungarn og Portugal måtte en tur ned i C-VM.

## Spillesteder
Mesterskabet blev spillet i 24 forskellige haller i 23 byer i Jylland.
| - Asmildhallen, Viborg - Brandehallen, Brande - Brædstrup Hallen, Brædstrup - Esbjerg Stadionhal, Esbjerg - Fjerritslev Hallen, Fjerritslev - Hanstholmhallen, Hanstholm - Hobro Idrætscenter, Hobro - Holstebro Stadionhal, Holstebro - Hvide Sande-hallen, Hvide Sande - Ikast-hallen, Ikast - Løgstørhallen, Løgstør - Nykøbing Mors-hallen, Nykøbing Mors - Odder-hallen, Odder - Randershallen, Randers - Ribe Fritidscenter, Ribe - Rødkærsbro-hallen, Rødkærsbro - Silkeborghallen, Silkeborg - Thistedhallen, Thisted - Ulstrup-hallen, Ulstrup - Ulvehøjhallen, Randers - Aalborg Stadionhal, Aalborg - Aalestrup-hallen, Aalestrup - Århus Stadionhal, Århus - Aars Stadionhal, Aars | Viborg Brande Brædstrup Esbjerg Fjerritslev Hanstholm Hobro Holstebro Hvide Sande Ikast Løgstør Nykøbing Mors Odder Randers Ribe Rødkærsbro Silkeborg Thisted Ulstrup Aalborg Aalestrup Århus AarsSpillesteder ved B-VM 1989 |

## Resultater

### Indledende runde
I den indledende runde var de seksten hold opdelt i fire grupper med fire hold. I hver gruppe spillede holdene alle-mod-alle, og herefter gik de tre bedste hold i hver gruppe videre til hovedrunden om placeringerne 1-12. Holdene, der endte på fjerdepladserne, spillede videre i placeringsrunden om 13.- til 16.-pladsen

#### Gruppe A
| Dato  | Tid   | Kamp               | Res.  | Pause | Spillested  |
| ----- | ----- | ------------------ | ----- | ----- | ----------- |
| 1.12. | 20:15 | Østrig – USA       | 25–18 | 10-11 | Odder       |
| 1.12. | 20:15 | Danmark – Frankrig | 18–18 | 10-60 | Esbjerg     |
| 2.12. | 16:15 | Østrig – Frankrig  | 22–19 | 12-80 | Brande      |
| 2.12. | 16:15 | Danmark – USA      | 29–15 | 14-60 | Silkeborg   |
| 3.12. | 13:15 | Frankrig – USA     | 23–16 | 12-30 | Hvide Sande |
| 3.12. | 16:45 | Østrig – Danmark   | 16–16 | 8-8   | Randers     |

| Hold     | Kampe | Mål   | Point |
| -------- | ----- | ----- | ----- |
| Østrig   | 3     | 63-53 | 5     |
| Danmark  | 3     | 63-49 | 4     |
| Frankrig | 3     | 60-56 | 3     |
| USA      | 3     | 49-77 | 0     |

#### Gruppe B
| Dato  | Tid   | Kamp                  | Res.  | Pause | Spillested  |
| ----- | ----- | --------------------- | ----- | ----- | ----------- |
| 1.12. | 18:30 | Østtyskland – Holland | 29–22 | 17-70 | Esbjerg     |
| 1.12. | 18:30 | Sverige – Ungarn      | 18–18 | 11-90 | Odder       |
| 2.12. | 14:30 | Holland – Ungarn      | 22–21 | 10-12 | Brande      |
| 2.12. | 14:30 | Sverige – Østtyskland | 22–17 | 10-70 | Silkeborg   |
| 3.12. | 15:00 | Holland – Sverige     | 15–14 | 6-6   | Hvide Sande |
| 3.12. | 15:00 | Østtyskland – Ungarn  | 26–21 | 14-10 | Randers     |

| Hold        | Kampe | Mål   | Point |
| ----------- | ----- | ----- | ----- |
| Østtyskland | 3     | 72-65 | 4     |
| Holland     | 3     | 59-64 | 4     |
| Sverige     | 3     | 54-50 | 3     |
| Ungarn      | 3     | 60-66 | 1     |

#### Gruppe C
| Dato  | Tid   | Kamp                 | Res.  | Pause | Spillested |
| ----- | ----- | -------------------- | ----- | ----- | ---------- |
| 1.12. | 18:30 | Bulgarien – Portugal | 31–18 | 19-70 | Aalestrup  |
| 1.12. | 20:15 | Rumænien – Japan     | 33–19 | 15-90 | Aalestrup  |
| 2.12. | 14:30 | Rumænien – Portugal  | 36–80 | 17-40 | Viborg     |
| 2.12. | 16:15 | Bulgarien – Japan    | 20–19 | 12-80 | Viborg     |
| 3.12. | 13:15 | Japan – Portugal     | 27–12 | 12-60 | Hanstholm  |
| 3.12. | 15:00 | Rumænien – Bulgarien | 19–19 | 11-60 | Hanstholm  |

| Hold      | Kampe | Mål   | Point |
| --------- | ----- | ----- | ----- |
| Rumænien  | 3     | 88-46 | 5     |
| Bulgarien | 3     | 70-56 | 5     |
| Japan     | 3     | 65-65 | 2     |
| Portugal  | 3     | 38-94 | 0     |

#### Gruppe D
| Dato  | Tid   | Kamp                           | Res.  | Pause | Spillested  |
| ----- | ----- | ------------------------------ | ----- | ----- | ----------- |
| 1.12. | 18:30 | Polen – Brasilien              | 36–23 | 18-11 | Løgstør     |
| 1.12. | 20:15 | Vesttyskland – Tjekkoslovakiet | 19–17 | 8-8   | Løgstør     |
| 2.12. | 14:30 | Tjekkoslovakiet – Brasilien    | 32–90 | 15-30 | Thisted     |
| 2.12. | 16:15 | Vesttyskland – Polen           | 28–24 | 13-14 | Thisted     |
| 3.12. | 13:15 | Vesttyskland – Brasilien       | 22–16 | 13-70 | Nykøbing M. |
| 3.12. | 15:00 | Polen – Tjekkoslovakiet        | 26–20 | 12-70 | Nykøbing M. |

| Hold            | Kampe | Mål   | Point |
| --------------- | ----- | ----- | ----- |
| Vesttyskland    | 3     | 69-57 | 6     |
| Polen           | 3     | 86-71 | 4     |
| Tjekkoslovakiet | 3     | 69-54 | 2     |
| Brasilien       | 3     | 48-90 | 0     |

### Placeringsrunde
Placeringsrunden havde deltagelse af de fire hold, der sluttede på fjerdepladserne i de indledende grupper. Holdene spillede alle-mod-alle om placeringerne 13-16.
| Dato  | Tid   | Kamp                 | Res.  | Pause | Spillested |
| ----- | ----- | -------------------- | ----- | ----- | ---------- |
| 5.12. | 18:30 | USA – Portugal       | 16–14 | 6-7   | Hobro      |
| 5.12. | 18:30 | Ungarn – Brasilien   | 33–18 | 18-13 | Rødkærsbro |
| 6.12. | 18:30 | Ungarn – Portugal    | 25–80 | 11-20 | Ikast      |
| 6.12. | 18:30 | USA – Brasilien      | 21–16 | 10-10 | Ulstrup    |
| 8.12. | 18:30 | Ungarn – USA         | 31–15 | 18-40 |            |
| 8.12. | 18:30 | Brasilien – Portugal | 17–16 | 8-8   |            |

| Plac. | Hold      | Kampe | Mål   | Point |
| ----- | --------- | ----- | ----- | ----- |
| 13.   | Ungarn    | 3     | 89-41 | 6     |
| 14.   | USA       | 3     | 52-61 | 4     |
| 15.   | Brasilien | 3     | 51-70 | 2     |
| 16.   | Portugal  | 3     | 38-58 | 0     |

### Hovedrunde
Hovedrunden havde deltagelse af de tolv hold, der sluttede på første-, anden- eller tredjepladserne i de indledende grupper. Holdene blev inddelt i to nye grupper med seks hold. Holdene fra gruppe A og B blev samlet i gruppe I, mens holdene fra gruppe C og D samledes i gruppe II. Resultater af indbyrdes opgør mellem hold fra samme indledende gruppe blev overført til hovedrunden, således at holdene ikke skulle mødes en gang til.

#### Gruppe I
| Dato  | Tid   | Kamp                   | Res.  | Pause | Spillested |
| ----- | ----- | ---------------------- | ----- | ----- | ---------- |
| 5.12. | 18:30 | Sverige – Østrig       | 15–15 | 07-11 | Holstebro  |
| 5.12. | 20:15 | Danmark – Holland      | 14–12 | 8-8   | Holstebro  |
| 5.12. | 20:15 | Østtyskland – Frankrig | 25–17 | 11-90 | Hobro      |
| 6.12. | 18:30 | Sverige – Frankrig     | 21–11 | 9-6   | Ribe       |
| 6.12. | 20:15 | Østrig – Holland       | 21–17 | 9-7   | Ribe       |
| 6.12. | 20:15 | Østtyskland – Danmark  | 15–15 | 9-6   | Ikast      |
| 8.12. | 18:30 | Østtyskland – Østrig   | 27–23 | 15-11 | Århus      |
| 8.12. | 20:15 | Sverige – Danmark      | 25–13 | 9-6   | Århus      |
| 8.12. | 20:15 | Frankrig – Holland     | 19–16 | 07-10 | Brædstrup  |

| Hold        | Kampe | Mål     | Point |
| ----------- | ----- | ------- | ----- |
| Sverige     | 5     | 097-071 | 7     |
| Østtyskland | 5     | 113-079 | 7     |
| Østrig      | 5     | 097-094 | 6     |
| Danmark     | 5     | 076-086 | 5     |
| Frankrig    | 5     | 084-102 | 3     |
| Holland     | 5     | 082-097 | 2     |

#### Gruppe II
| Dato  | Tid   | Kamp                        | Res.  | Pause | Spillested  |
| ----- | ----- | --------------------------- | ----- | ----- | ----------- |
| 5.12. | 18:30 | Polen – Bulgarien           | 25–23 | 11-13 | Aalborg     |
| 5.12. | 20:15 | Rumænien – Tjekkoslovakiet  | 30–18 | 15-70 | Aalborg     |
| 5.12. | 20:15 | Vesttyskland – Japan        | 22–11 | 10-20 | Rødkærsbro  |
| 6.12. | 18:30 | Tjekkoslovakiet – Japan     | 26–19 | 12-11 | Sindal      |
| 6.12. | 20:15 | Rumænien – Polen            | 25–18 | 13-10 | Sindal      |
| 6.12. | 20:15 | Vesttyskland – Bulgarien    | 23–16 | 11-50 | Ulstrup     |
| 8.12. | 18:30 | Polen – Japan               | 19–16 | 10-80 | Aars        |
| 8.12. | 20:15 | Bulgarien – Tjekkoslovakiet | 27–20 | 11-90 | Aars        |
| 8.12. | 20:15 | Vesttyskland – Rumænien     | 17–16 | 11-10 | Fjerritslev |

| Hold            | Kampe | Mål     | Point |
| --------------- | ----- | ------- | ----- |
| Vesttyskland    | 5     | 109-084 | 100   |
| Rumænien        | 5     | 123-091 | 7     |
| Polen           | 5     | 112-112 | 6     |
| Bulgarien       | 5     | 105-106 | 5     |
| Tjekkoslovakiet | 5     | 101-121 | 2     |
| Japan           | 5     | 084-120 | 0     |

### Placeringskampe
| Dato                | Tid   | Kamp                       | Res.     | Pause | Spillested |
| ------------------- | ----- | -------------------------- | -------- | ----- | ---------- |
| Kamp om 11.-pladsen |       |                            |          |       |            |
| 10.12.              | 10:00 | Japan – Holland            | 27–26    | 13-11 | Randers    |
| Kamp om 9.-pladsen  |       |                            |          |       |            |
| 10.12.              | 14:00 | Frankrig – Tjekkoslovakiet | [0]30–29 | 07-10 | Randers    |
| Kamp om 7.-pladsen  |       |                            |          |       |            |
| 10.12.              | 12:30 | Danmark – Bulgarien        | 19–18    | 10-90 | Randers    |
| Kamp om 5.-pladsen  |       |                            |          |       |            |
| 10.12.              | 12:00 | Østrig – Polen             | 24–23    | 10-11 | Randers    |
| Bronzekamp          |       |                            |          |       |            |
| 10.12.              | 14:30 | Østtyskland – Rumænien     | 25–23    | 10-90 | Randers    |
| Finale              |       |                            |          |       |            |
| 10.12.              | 16:30 | Vesttyskland – Sverige     | 20–18    | 8-7   | Randers    |

| Samlet rangering | Samlet rangering |
| ---------------- | ---------------- |
| Guld             | Vesttyskland     |
| Sølv             | Sverige          |
| Bronze           | Østtyskland      |
| 4.               | Rumænien         |
| 5.               | Østrig           |
| 6.               | Polen            |
| 7.               | Danmark          |
| 8.               | Bulgarien        |
| 9.               | Frankrig         |
| 10.              | Tjekkoslovakiet  |
| 11.              | Japan            |
| 12.              | Holland          |